# بولداک
بولداک (انگلیسی: Buldak؛ کره‌ای: 불닭) نوعی غذای تند کره‌ای است که با مرغ و ادویهٔ بسیار تند تهیه می‌شود. در زبان کره‌ای، «bul» به معنی «آتش» و «dak» به معنی «مرغ» است.
این غذای کره‌ای از یک دهه پیش به سبب تندی زیادش شهرت یافته است. بولداک آنچنان تند است که حتی برخی از کره‌ای‌ها هم قادر به خوردن آن نیستند.
این غذا را نخستین بار یک شرکت غذایی کره‌ای به نام «فویوآن» در سال ۲۰۰۰ معرفی کرد و تنها یک رستوران زنجیره‌ای آن را ارائه می‌کرد اما در سال ۲۰۰۸ و پس از پایان حق انحصاری پخت آن، در رستوران‌های دیگر هم سرو می‌شود. بولداک در سال ۲۰۰۴ در کره جنوبی محبوب شد، عمدتاً به دلیل تندی شدید آن. منابع متعددی این نظریه را مطرح می‌کنند که رکود اقتصادی در آن زمان باعث شد مردم به عنوان یک عامل کاهش استرس به دنبال غذاهای تند باشند.
اجزای اصلی این غذا، گوشت مرغ، برنج معمولی یا برنج «تُک» (کوفته‌برنجی کره‌ای) است. سس آن، ترکیبی از سس سویا، پودر چیلیِ گوچی‌کارو، «گوچوجانگ» (نوعی چاشنی بسیار تند کره‌ای)، خمیر فلفل، شربت نشاسته، سیر و فلفل تندِ چئونگ‌یانگ است. تکه‌های مرغ و «برنج تُک» را سرخ کرده و در این سس تند می‌خوابانند.
بولداک را با «نورونجی» (نوعی ته‌دیگ برنج جوشانده‌شده در آب) و «گران‌جیم» (نوی کَسـِرولِ تخم‌مرغ آب‌پزشده) سرو می‌کنند و این غذاها کمک می‌کند تا از تندی و سوزانندگی شدید بولداک پس از مصرف کاسته شود. همچنین به همراه بولداک، «سوجو»، «ماک‌گُلی» (نوعی شراب برنج کره‌ای) و آبجو نیز سرو می‌شود.